# Хомик Богдан-Михайло Романович
Богда́н-Миха́йло Рома́нович Хомик (нар. 14 листопада 1994, Винники, Львівська область — пом. 17 червня 2023, П'ятихатки, Запорізька область) — солдат збройних сил України, учасник російсько-української війни. Повний кавалер ордена «За мужність».

## Життєпис
Народився 14 листопада 1994 року в місті Винники Львівської області. Закінчив загальноосвітню школу І—III ступенів № 29. Потім навчався у Львівському вищому професійному училищі дизайну та будівництва. 
Після закінчення навчання проходив військову службу у 24-й механізованій бригаді. 
Був учасником ООС, брав участь у відбитті російської агресії на сході України в складі 128-ї бригади гірської піхоти. 
З початком повномасштабного вторгнення продовжив службу у своїй бригаді. У серпні 2022 року був серйозно поранений, після чого вісім місяців провів у госпіталі. 30 квітня 2023 року знову повернувся до зони бойових дій.
Загинув 17 червня 2023 року поблизу села П'ятихатки Запорізької області.

## Нагороди
- Орден «За мужність» I ступеня (14 жовтня 2024, посмертно) —  за особисту мужність і самовідданість, виявлені у захисті державного суверенітету та територіальної цілісності України[1].
- Орден «За мужність» II ступеня (3 червня 2022) — за особисту мужність і самовіддані дії, виявлені у захисті державного суверенітету та територіальної цілісності України, вірність військовій присязі[2].
- Орден «За мужність» III ступеня (13 квітня 2022) — за особисту мужність і самовіддані дії, виявлені у захисті державного суверенітету та територіальної цілісності України, вірність військовій присязі[3].
- Медаль «Хрест Сухопутних військ».